# Hellboy – Schwert der Stürme
Hellboy – Schwert der Stürme (Originaltitel: Hellboy: Sword of Storms) ist ein US-amerikanischer Zeichentrickfilm aus dem Jahr 2006, der ein Abenteuer der Comic-Figur Hellboy verfilmt. Er steht in Kontinuität mit dem zuvor im Jahr 2004 erschienenen Realfilm Hellboy. So waren auch die Hauptakteure des Realfilms an der Produktion des Zeichentrickfilms beteiligt. Die Schauspieler aus den Realfilmen leihen in der englischen Fassung ihren jeweiligen Figuren die Stimmen und der Regisseur des Realfilms, Guillermo del Toro war als creative producer beteiligt. Dem Film folgte 2007 Hellboy – Blut und Eisen. Pläne für einen dritten Zeichentrickfilm liegen bis auf Weiteres auf Eis.

## Handlung
Die Behörde zur Untersuchung und Abwehr paranormaler Erscheinungen, der Hellboy angehört, wird zu einem Fall nach Japan berufen. Dort wurde ein Sammler altertümlicher japanischer Schwerter von japanischen Dämonen angegriffen, die zu diesem Zweck von einem japanischen Professor Besitz ergriffen haben. Die Dämonen wollten dem Sammler das Schwert der Stürme entwenden, das dieser in seiner Sammlung hat. Jenes Schwert gehörte einst dem japanischen Krieger, der die Dämonen seinerzeit besiegte und bannte. Um wieder ohne menschlichen Wirt und in Vollbesitz ihrer dämonischen Kräfte wirken zu können, müssen sie das Schwert der Stürme zerstören. Während Liz und Abe in den USA bleiben, reist Hellboy zur Untersuchung nach Japan ab, wo der Einsatz von der Agentin Kate, die Expertin für japanische Mythologie ist, geleitet wird. Bei der Untersuchung verschwindet Hellboy plötzlich spurlos, als er das Schwert der Stürme in der Hand hält. Er ist physisch in eine Parallelwelt verschwunden, in der er sich diversen Figuren aus der japanischen Mythologie stellen und den Weg nach Hause finden muss.

## Synchronisation
| Rolle         | Originalsprecher   | Deutscher Sprecher |
| ------------- | ------------------ | ------------------ |
| Hellboy       | Ron Perlman        | Tilo Schmitz       |
| Liz Sherman   | Selma Blair        | Ranja Bonalana     |
| Abe Sapien    | Doug Jones         | Joachim Tennstedt  |
| Kate Corrigan | Peri Gilpin        | Heide Domanowski   |
| Russel Thorne | Mitchell Whitfield | Bernd Vollbrecht   |